# ニンニク
ニンニク（大蒜、学名: Allium sativum）は、ヒガンバナ科ネギ属の多年草。香りが強く、強壮・スタミナ増進作用があると信じられているため、球根（鱗茎）を香辛料などとして食用にするほか、茎も「ニンニクの芽」（トウ）と呼ばれて野菜として調理される。強烈な風味を持つことから、肉食の習慣がある地域で肉類と併用し、くさみを消す食材、香辛料として普及している。強精効果の為、修行にはならなくなるとして禅門では敬遠された過去がある。五葷・五辛の1つ。

## 概要

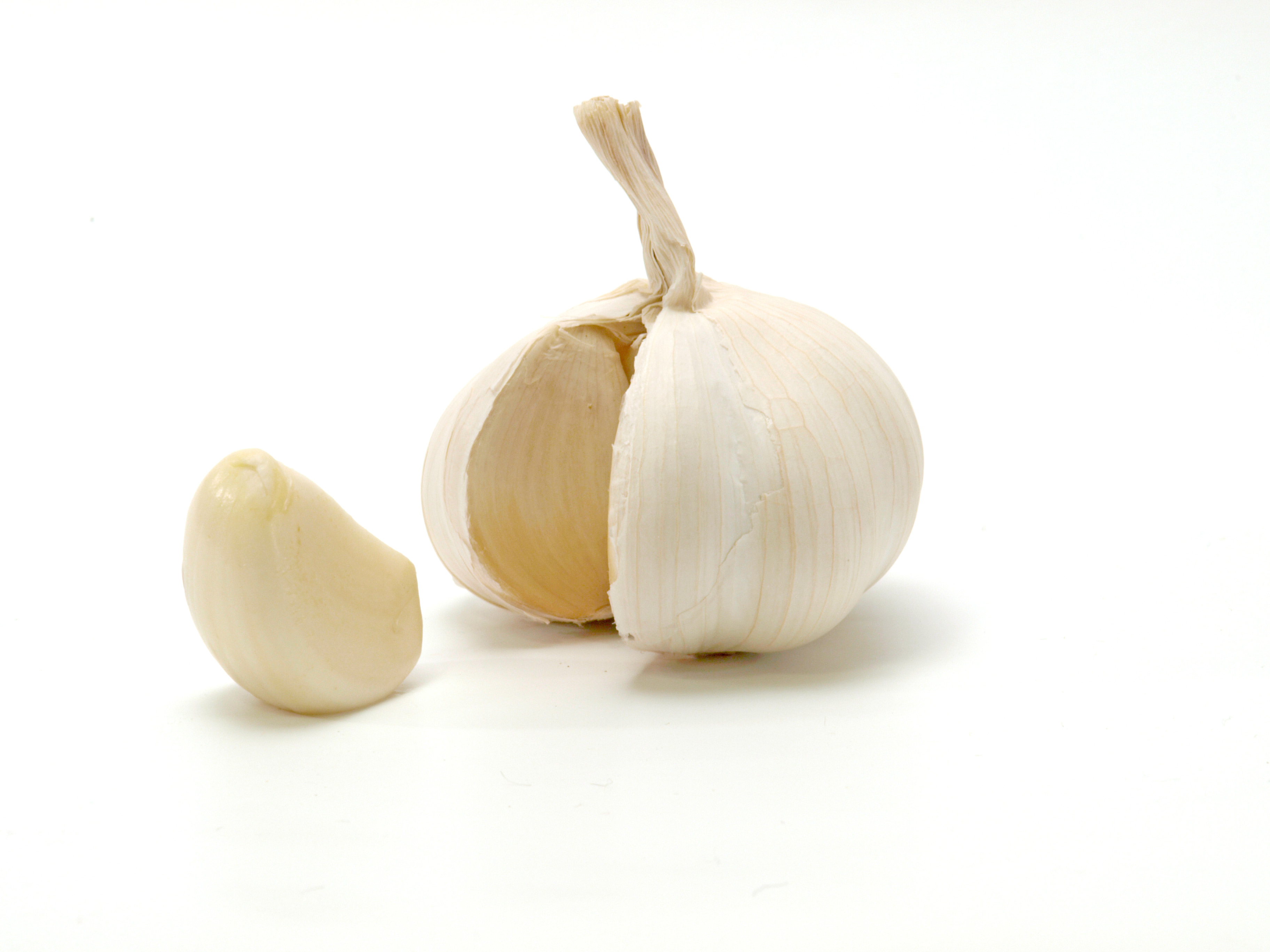
ニンニクの鱗茎

鱗茎（球根）の部分は世界各国で用いられる香辛料で、強烈な香りと風味を持つことから、肉食の習慣がある地域で普及している。古くから、疲労回復、強壮作用があることが知られており、古代エジプトや古代ギリシアでは、薬として使われていたといわれる。
日本ではニンニクやノビル（野蒜）など鱗茎を食用とする臭いの強い（ネギ属の）植物を総称して蒜（ひる）と呼び、特にノビルと区別する場合にはオオヒル（大蒜）とも称した。漢方薬の生薬名は大蒜（たいさん）。ニンニクの語源は、困難を耐え忍ぶという意味の仏教用語「忍辱」（にんにく）とされる。英語名のガーリック (garlic) でもよくよばれ、フランス語では ail（アオユ／アイユ）、イタリア語では aglio（アッリョ／アーリョ）という。ニンニクの標準学名は、Allium sativum L. であるが、狭義のニンニクの学名は Allium sativum L. 'Nipponicum' とされる。
5月ごろに白い小さな花を咲かせるが、栽培時には鱗茎を太らせるために花芽は摘み取る。摘み取った茎は柔らかい物であれば野菜として利用される。一般に市場に通年流通しているにんにくは、鱗茎を収穫後、乾燥して貯蔵したものである。また、初夏には「新にんにく」が出荷されている。にんにくが持つ強い香りは、加熱調理することによって香ばしい香りへと変化する。
一般的に見かけるニンニクは分球ニンニクがほとんどで、代表種は鱗茎が6片集まって1個になった「ホワイト六片」「福地ホワイト」が知られている。一片種と呼ばれる中国のプチニンニクなどの品種もある。系統を大別すると、暖地系品種（壱岐早生、上海など）と寒地系品種（福地ホワイトなど）に分けられる。なお、ジャンボニンニクあるいは無臭ニンニクと呼ばれるものはニンニクとは別種であり、リーキ（ポロネギ）の1変種である。
ニンニクは自然状態ではアリインを多量に含み、鱗茎がすりおろしなどで加工されて分解されるとアリシンに変化するが、どちらも非常に強力な成分であり、生で1日1片、加熱調理で1日3片を超えて摂取すると有害な副作用が現れる。

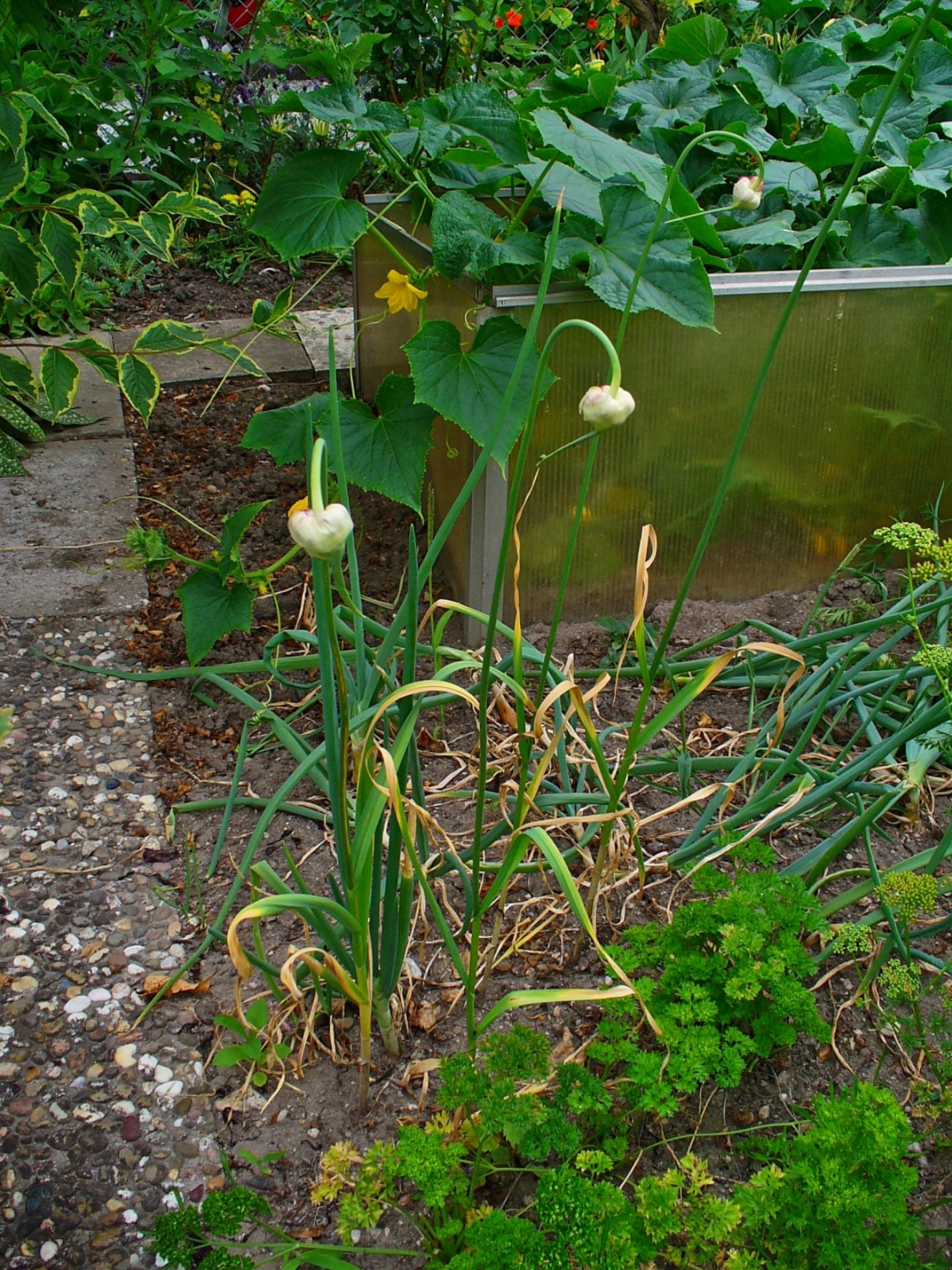
ニンニクの株
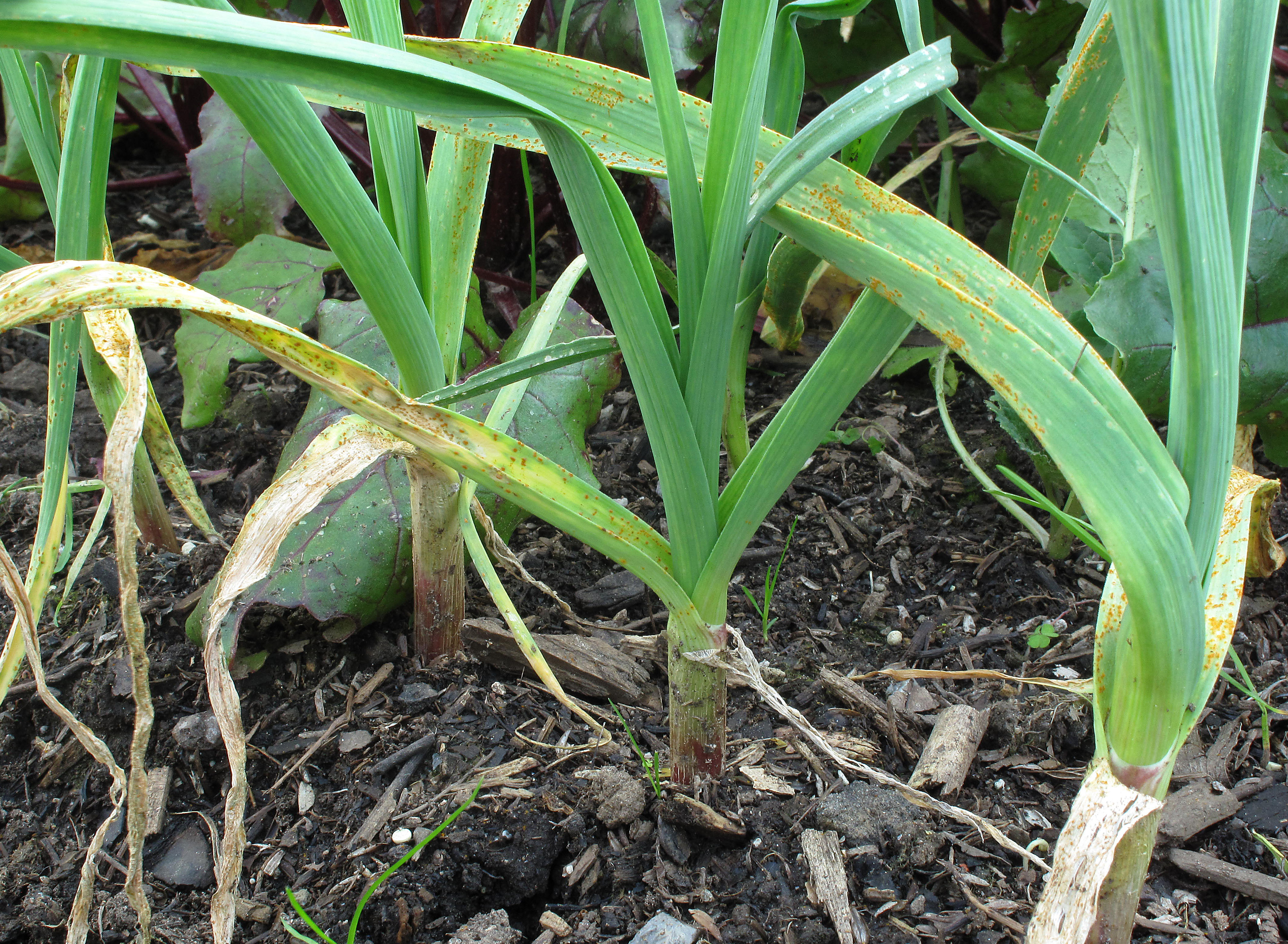
株元
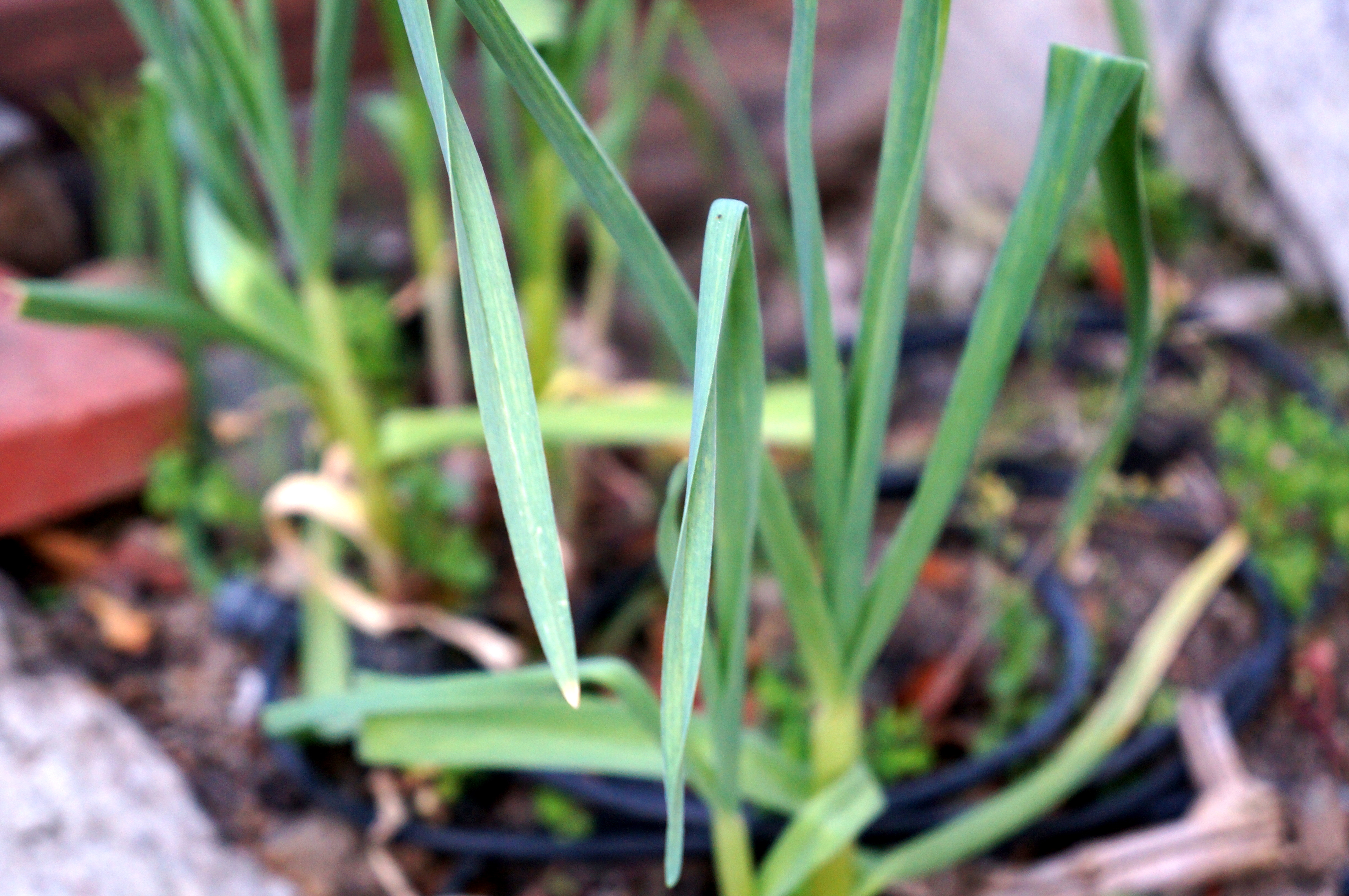
葉
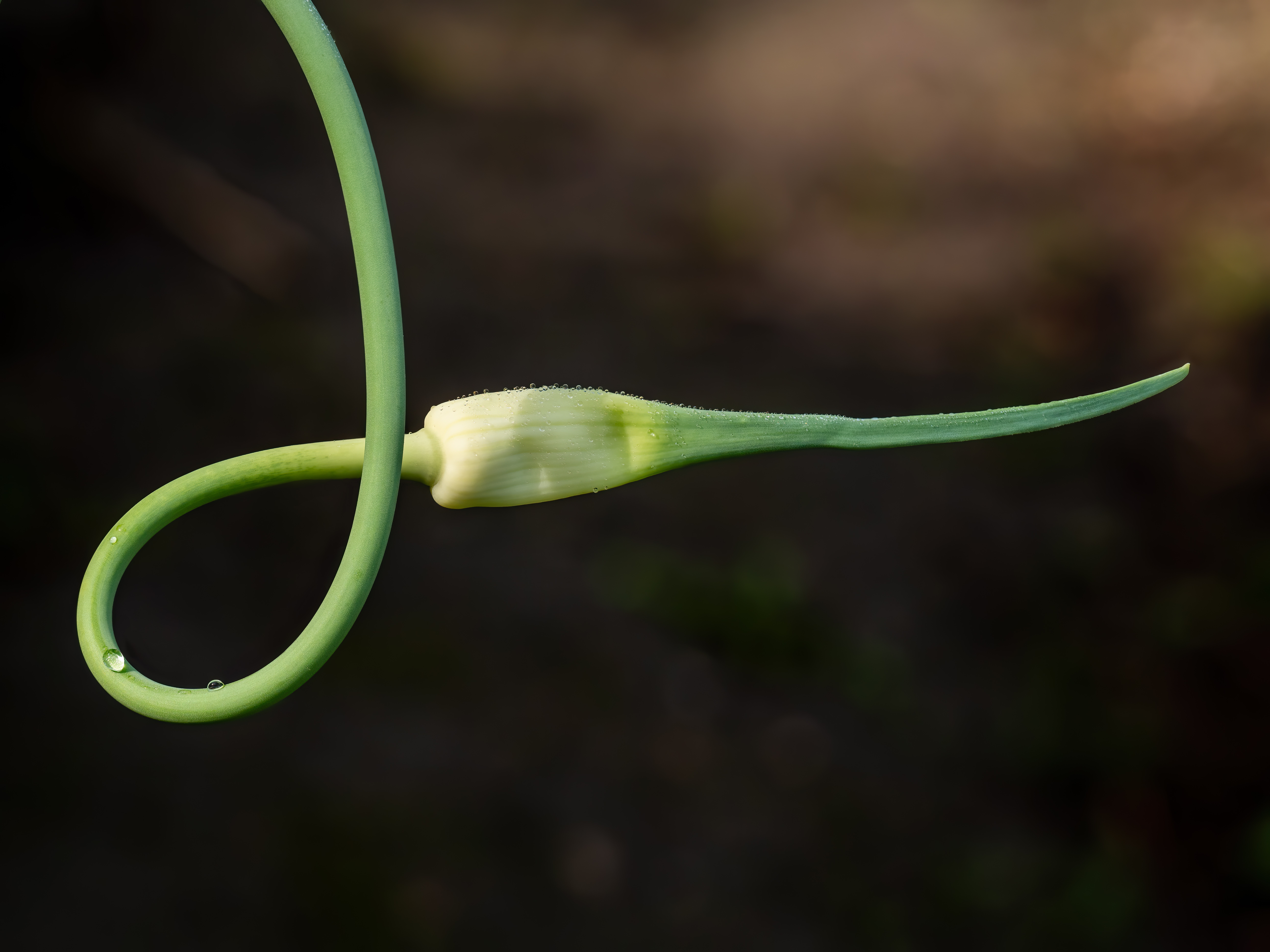
総苞に包まれた花序と花茎
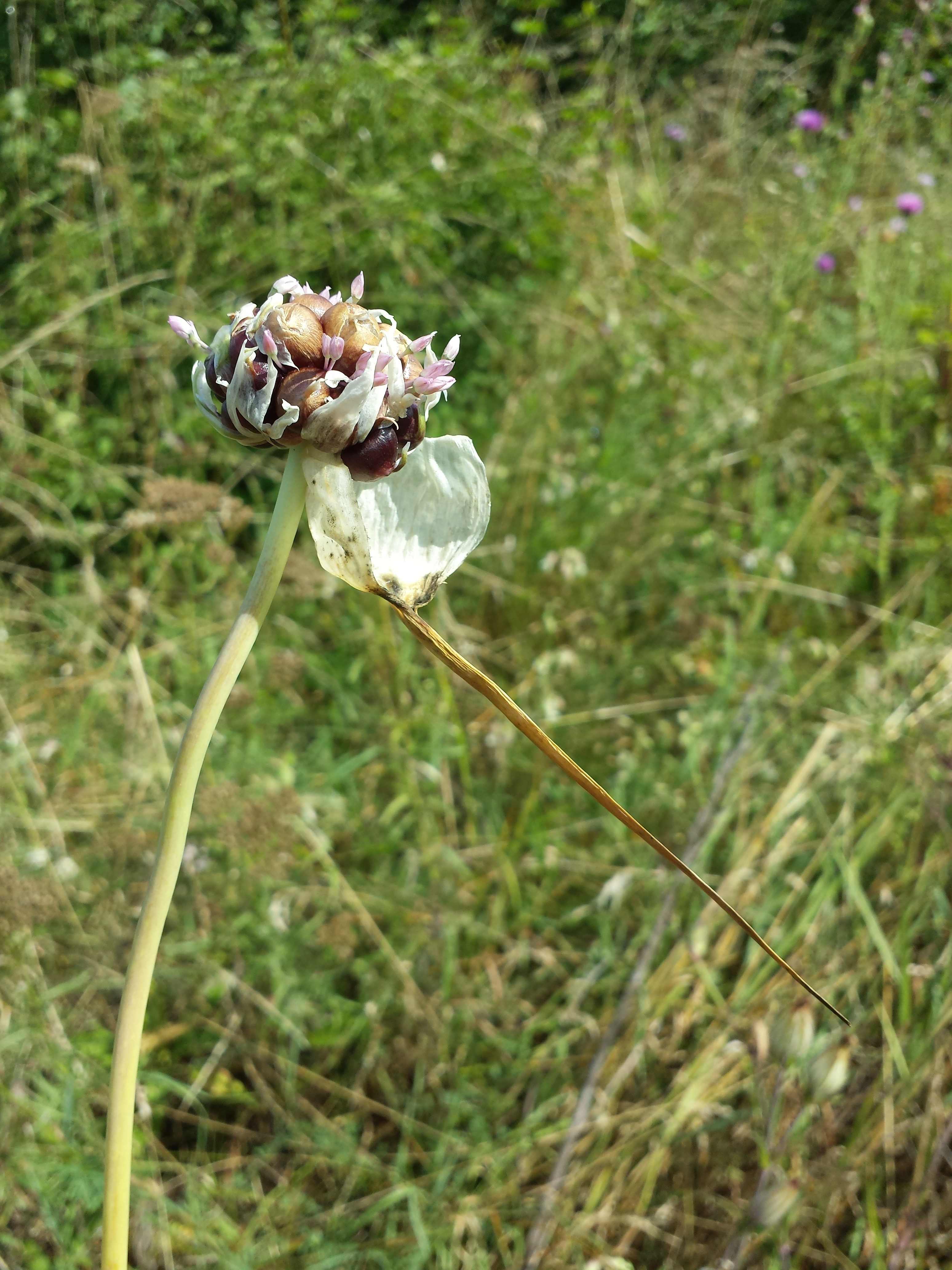
花序（開花期）
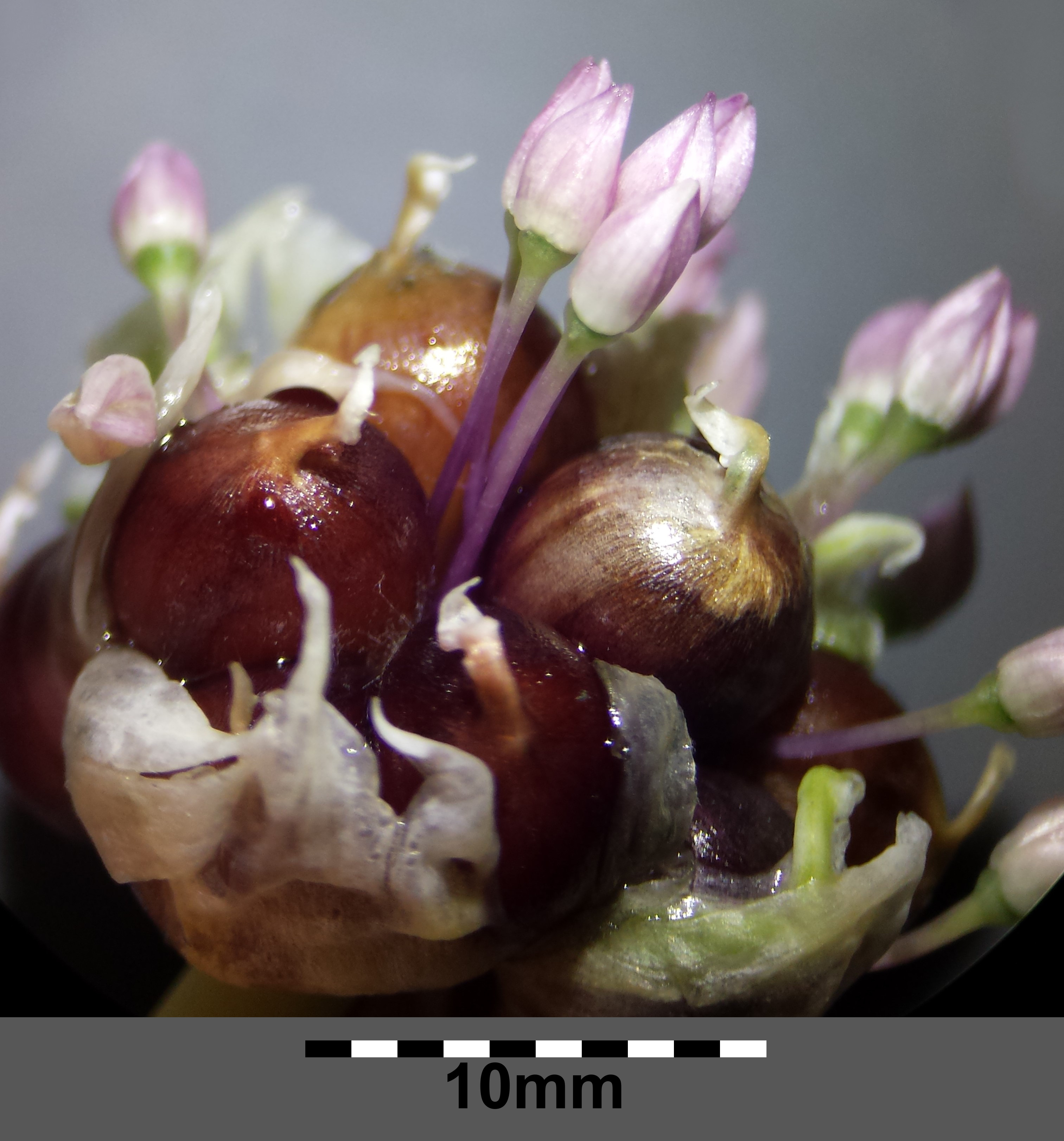
花序にはムカゴと花がつく
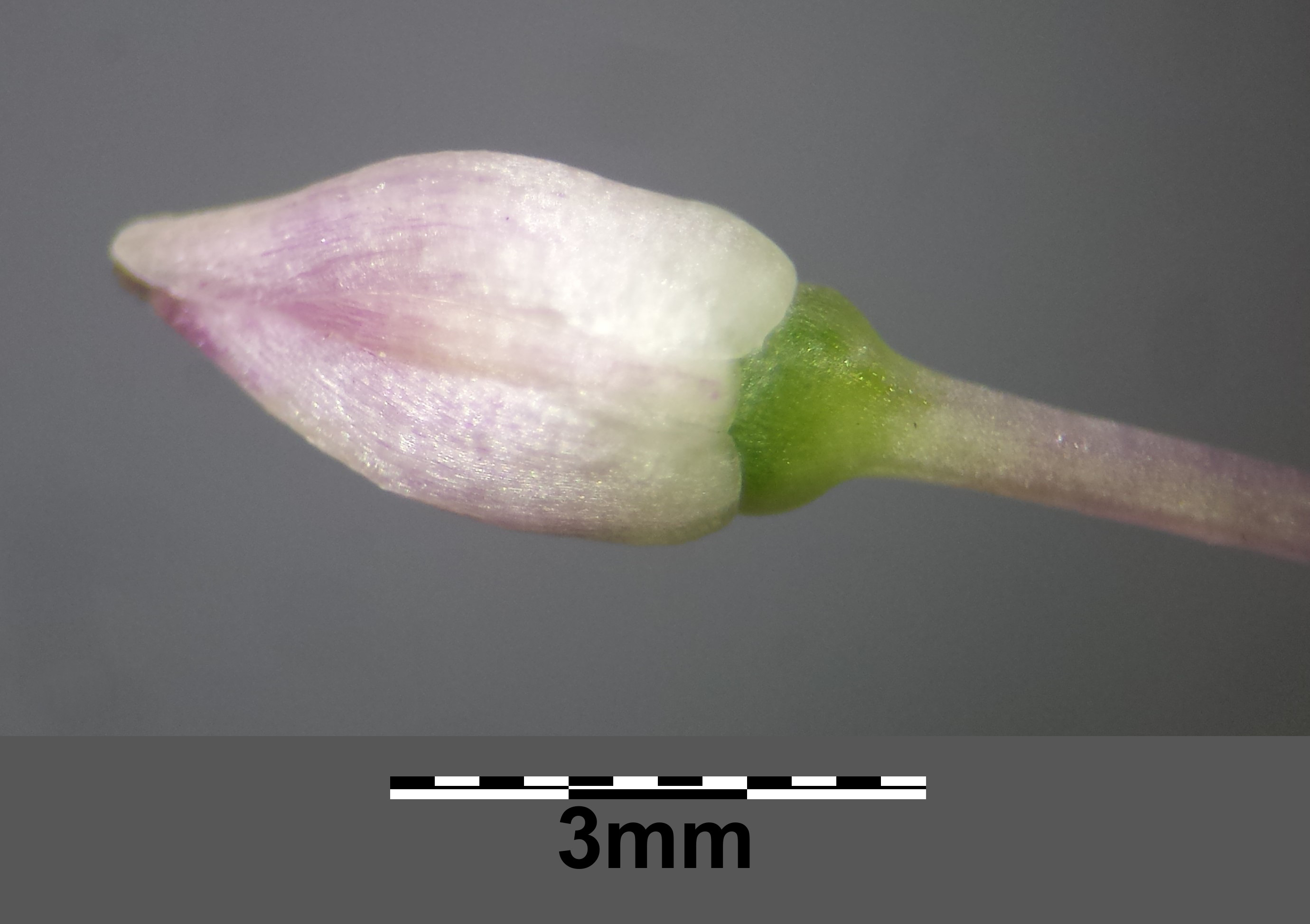
花蕾
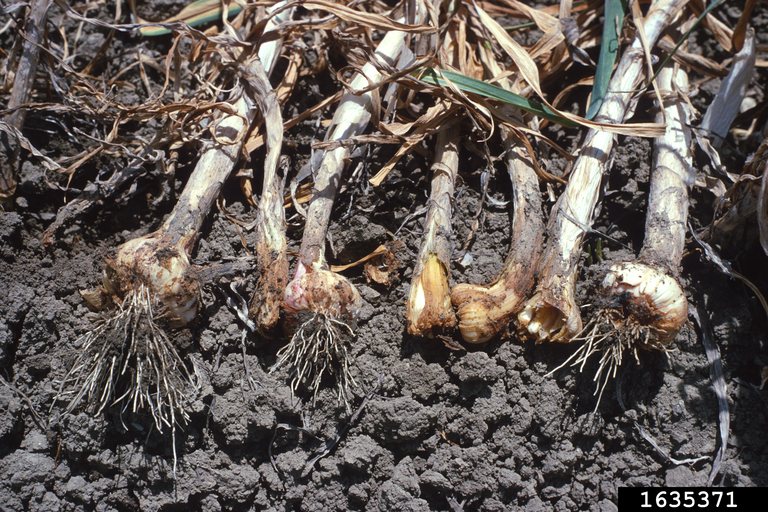
鱗茎

## 歴史

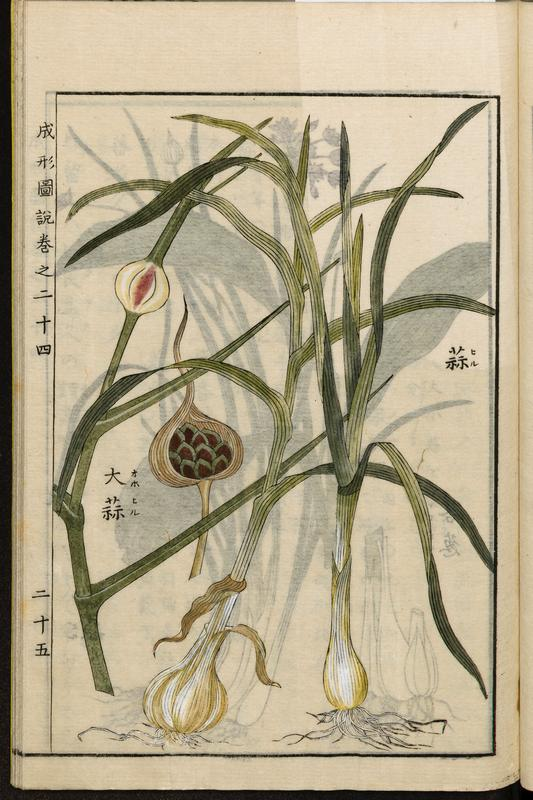
江戸時代の農業百科事典『成形図説』 (1804年)

原産地は中央アジアと推定されるが、既に紀元前3200年頃には古代エジプトなどで栽培・利用されていた。また、紀元前1550年ごろにエジプトで書かれたという、現存する最古の医学書『エーベルス・パピルス』には薬としても記載されている。中国へは紀元前140年ごろに伝わり、日本には中国を経て8世紀ごろ（平安時代）には伝わっていたと見られる。
日本では、禅宗の禅寺の戒壇石に「不許葷酒入山門」（くんしゅさんもんにいるをゆるさず）と刻まれるように、強壮作用が煩悩（淫欲）を増長するとされて仏教の僧侶の間ではニラ、ネギ等とともに五辛の一つとして食が禁じられた。漢字表記の「蒜」「大蒜」は漢語に由来する一方、仏教用語の「忍辱（にんにく）」がニンニクの語源となったとされる。『大和本草』巻之五 草之一 菜蔬類では、悪臭甚だしくとも効能が多いので人家に欠くべからざるものと評価された。
古代日本では上記の通り禁葷食となったほか、肉や油を摂る習慣のなかった当時は食材としては刺激が強すぎるため、薬や強壮剤として用いることが主だったとされる。江戸時代に入り徐々に食材として用いられるようになり、料理書『料理物語』にはたぬき汁や鹿汁の添え物として、『江戸料理集』には鳥肉汁の薬味やタニシの和え物として使われた記述がある。近代に入り栄養面の研究が進むも、食後の口臭や体臭が忌避され続けたため食材としては長らく活用されなかったが、第二次世界大戦後の食の西洋化・多様化により需要が高まった。

## 生産地
中国が世界のニンニク生産量の8割を占めており、安価であるため世界各国に広く普及している。
日本国内の流通においては、国産ニンニクの80%を青森県産が占め（市町村別では、十和田市が最も多く生産している）、次いで香川県の出荷が多い。青森県三戸郡田子町が「ニンニクの町」としてPRして早くからブランド化に取り組み、独自の品種も開発している。中国産と比べて香りが強く高品質であるが高価格でもある。
ニンニクを多量に用いるブラジルでは、本来冷涼な気候に適したニンニクを熱帯で栽培しているために、国産ニンニクの品質が良くなかったが、種苗会社『テクノ・プランタ』のカルロス・トシキにより開発された種苗により品質が大幅に向上した。カルロスが開発したニンニク種苗はブラジル国内ではシェア100%を誇っており、地元では「偉大なにんにくスペシャリストの1人」として有名である。カルロスは日本の芸能界で1986年から5年間オメガトライブの歌手として活動した後、ブラジルに帰国して知人の種苗会社に就職し、国立大学でも農業を学んだという異色の経歴の持ち主である。

## 栽培

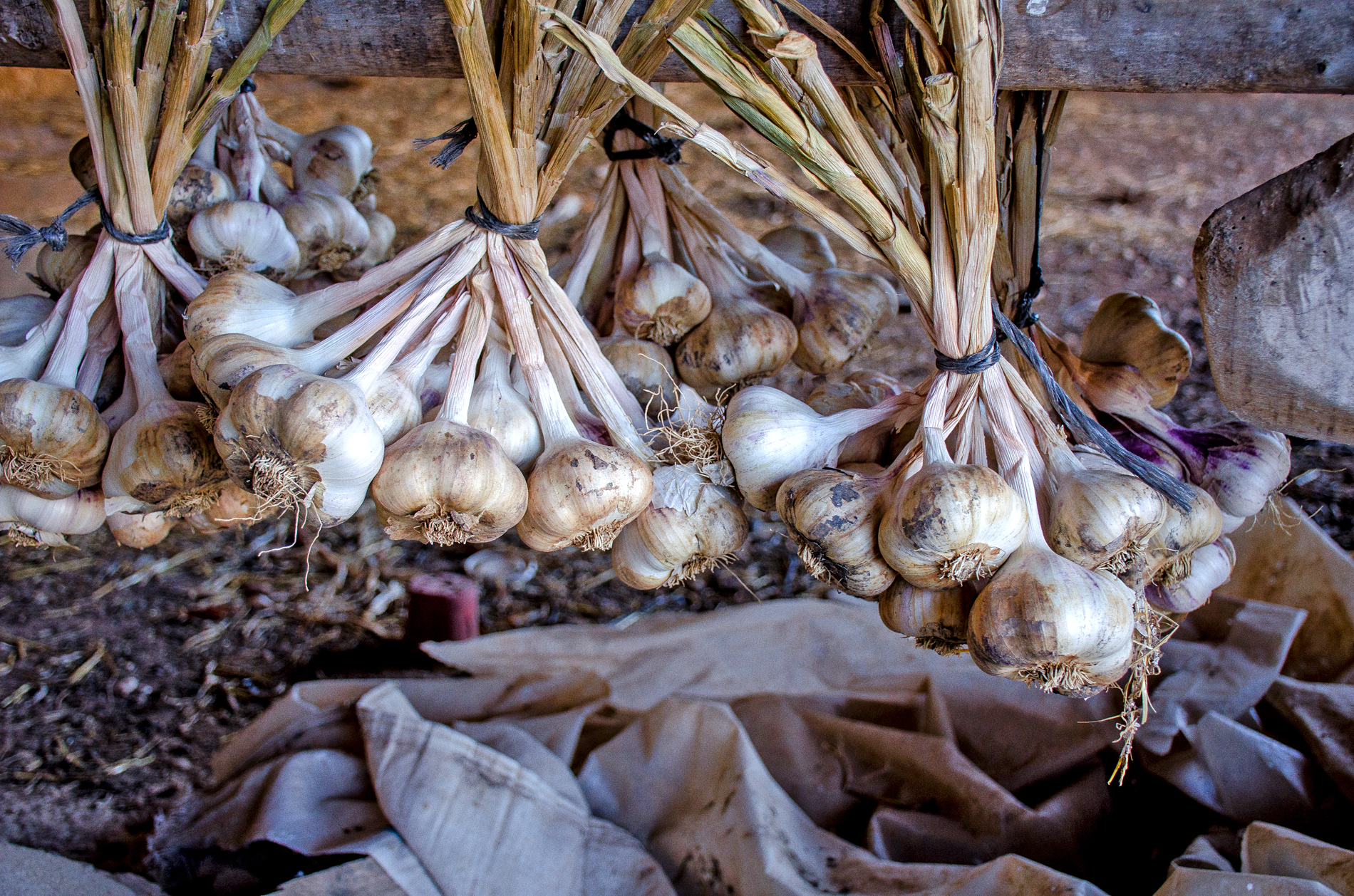
収穫後は吊して乾燥する

ニンニクは種子がとれず、鱗片を種球として植える。日本においては、暖地の場合、秋に鱗片を畑地に軽く植え付け、翌年の春から初夏に収穫する。食用のニンニクでも種球にでき、病虫害の心配も少ないのであまり手間がかからず、ニンニクの栽培は比較的簡単なことから、畑作のほか、家庭菜園やアパート・マンションのベランダでのプランター菜園でも栽培できる。栽培適温は5 - 15度で、植え付けは9月ごろ、収穫は翌年6月ごろが望ましく、植え付けから収穫までは9 - 10か月ほどかかる。連作障害は出にくいほうで、連作は可能であるが、酸性土壌を嫌う性質をもっている。密植して葉にんにくとしても利用できる。
植え付け前の畑は堆肥などをすき込んで、平らな畝をつくる。植え付けは、ニンニクの鱗茎の外皮を外して分球したらば、鱗片の尖ったほうを上に向けて株間20センチメートル (cm) ぐらいずつあけて1片ずつ5 cmほどの深さで畑に植える。植え付け後1週間ほどで芽が出て生長が始まる。ふつうは1箇所から1本だけ芽が出るが、2本から複数出ることもある。その場合は芽かきをして、太くて丈夫な芽を残して1箇所1本だけにする。秋の植え付けから12月までに1回目の追肥を行い、株元に土寄せを行っておく。翌年の春に2回目の追肥を行い、中耕して土寄せを行う。春になると葉が勢いよく生長し、薹（とう）立ちして蕾が出てきたら、花がつかないように手で摘み取るようにする。春先に葉が伸びるころにはニンニクの鱗茎も生長する。4月中旬以降、下葉（葉の半分）が枯れ始めたころが収穫適期となる。収穫方法は、株元を持って畑から抜き取って、根を切りとって8 - 10球ずつ束ねていく。これを畑に数日おいて乾かし、さらに雨が当たらない軒下など、風通しの良いところに吊して乾燥させて貯蔵する。
病虫害にはあまりかからないほうである。ニンニクには、立ち枯れ病などの病害菌を抑える微生物が共生しているため、他の作物の病虫害を防ぐコンパニオンプランツとしても利用できる。

## 食材
鱗茎（球根）は世界中で香味野菜として使われている。日本では、主な旬は6 - 7月とされるが、ふつう乾燥して貯蔵したものが通年流通している。冬から春にかけて伸びる花茎の部分は「ニンニクの芽」とよばれ、炒め物などの食材に使われている。

### 食材としての活用

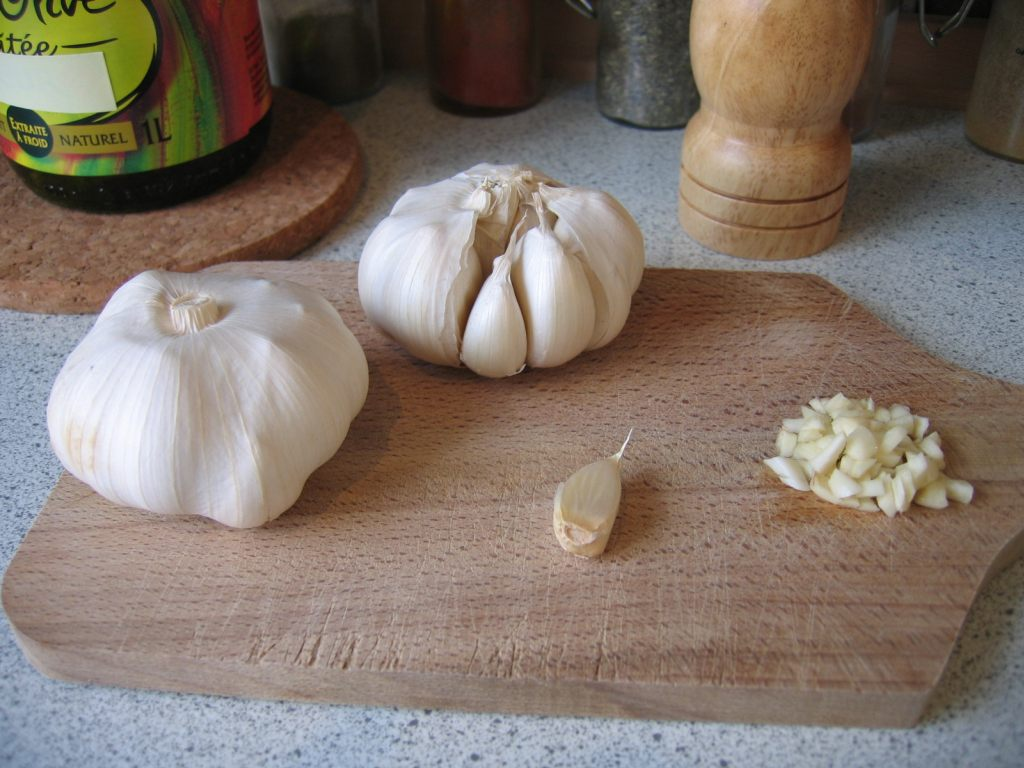
左・中央はニンニクの鱗茎・鱗片。右はみじん切りにされたニンニク。

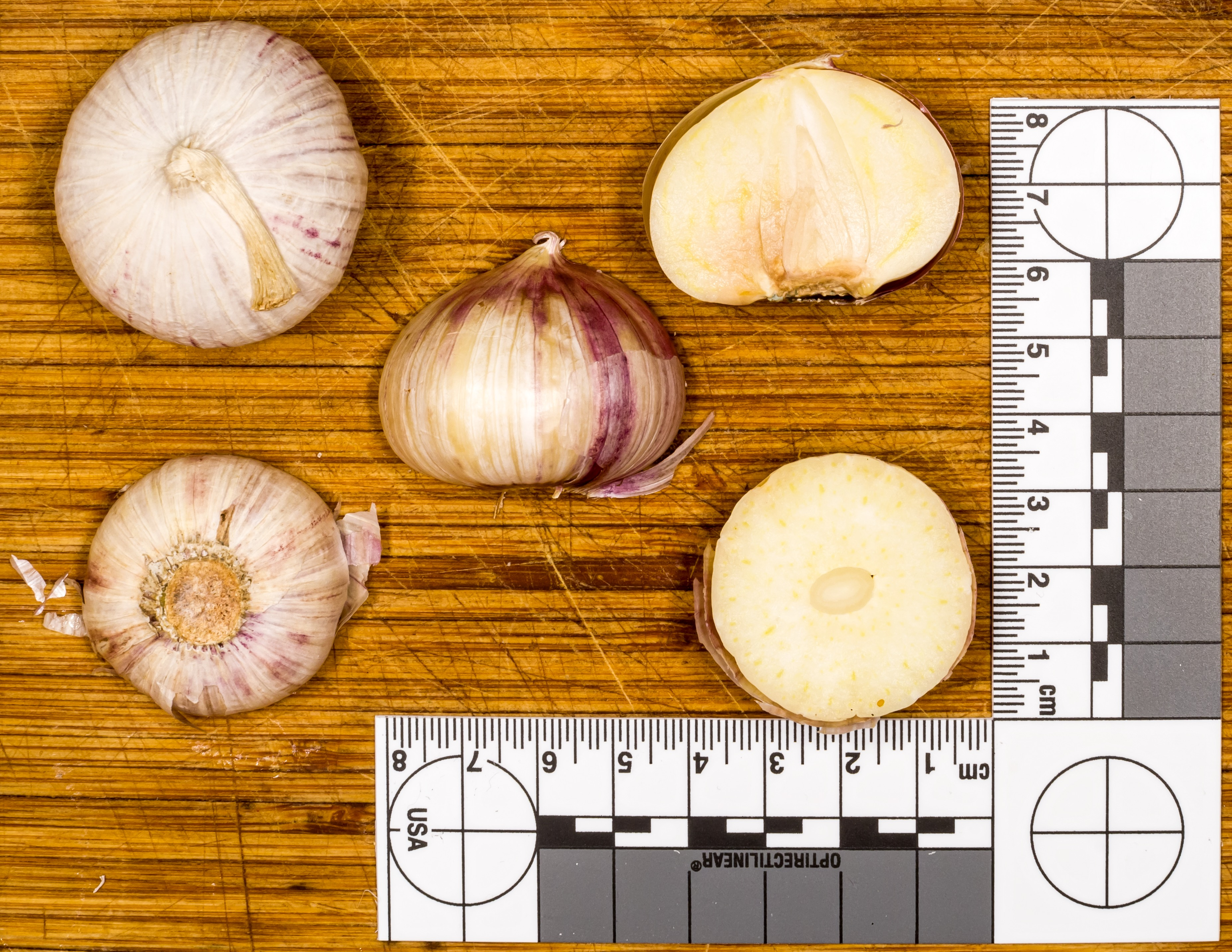
一片種の外観と断面

肉の臭みを消し、料理に食欲をそそる香味を付与する。香味野菜の代名詞的存在であり、中国料理、朝鮮料理、イタリア料理、フランス料理、インド料理、ブラジル料理など様々な料理に用いられる。中でも、味のインパクトが強い料理に多く用いられる。
和食と各国の食文化が融合した現代の日本料理では、他の食材を併せて調理される。また、日本式餃子の具としても多く使用され、他にも香辛料として焼肉のタレ、鰹のタタキの薬味に使用する事も多い。さらに、ラーメンの具やトッピングとしてもポピュラーであるほか、皮付きのまま丸ごと揚げたり焼いたりして提供されることもある。高知県の一部地域では葉ニンニクも使われている。
中国では日本の餃子のようにニンニクのみじん切りは入れないが、食堂などで生の皮付きニンニクが無料で提供されそれをむきながら食べたり、ニンニクの砂糖漬けが供される場合もある。これは餃子を食べるときに限らず麵やスープを食する場合にも提供される。
ニンニクを調理する際は、鱗片の中央にある芽の部分が消化されにくく、くさい臭いの原因になるので取り除いて使う。鱗茎の1片に包丁の腹をのせて上から押しつぶしたりして使うと、細胞が壊れてアリシン由来の香り成分が多く発生し、料理の仕上がりの香ばしさがより良く引き立つ。炒め物の香りづけや薬味には、薄切りやみじん切りにしたものが使われる。中華料理・イタリア料理などでは、調理油でまず最初にニンニクのみじん切りを炒め、油に香りを移す調理法が多用される。炒めるときに低温のうちに入れないと焦げやすくなり、苦味のもととなってしまう。
漬物にも利用され（ニンニク漬）、塩蔵ニンニクのほか、塩蔵ニンニクに調味を施した蜂蜜ニンニク、味噌カツオニンニク、南高梅ニンニクなどがある。
中華料理では、球根のみならず葉（葉ニンニク）や茎（いわゆる「ニンニクの芽」）も香味野菜として利用される。皮をむいたニンニクの球根を乾燥させ、粉末状にした「ガーリックパウダー」もある。乾燥させることで生よりも臭気を抑えられることもあり、ガーリックトーストをはじめとする各種料理に用いられている。ガーリックパウダーは吸湿性が高く、開封後は乾燥状態を保持できる環境で保管する必要がある。逆に、わざと少量の水分を加えて、摺り下ろしニンニク代わりに使う例もある。
サプリメントや健康食品にも加工される。ニンニクを高温多湿な環境で1ヶ月ほど熟成させると一部の成分が変化し黒く変色した「黒ニンニク」になる。青森県で2004年に商品化され、2010年代にはフランスなどヨーロッパで生産されたり、日本から輸入されたりしている。エムケー精工により家庭用の黒ニンニク加工機も開発されている。

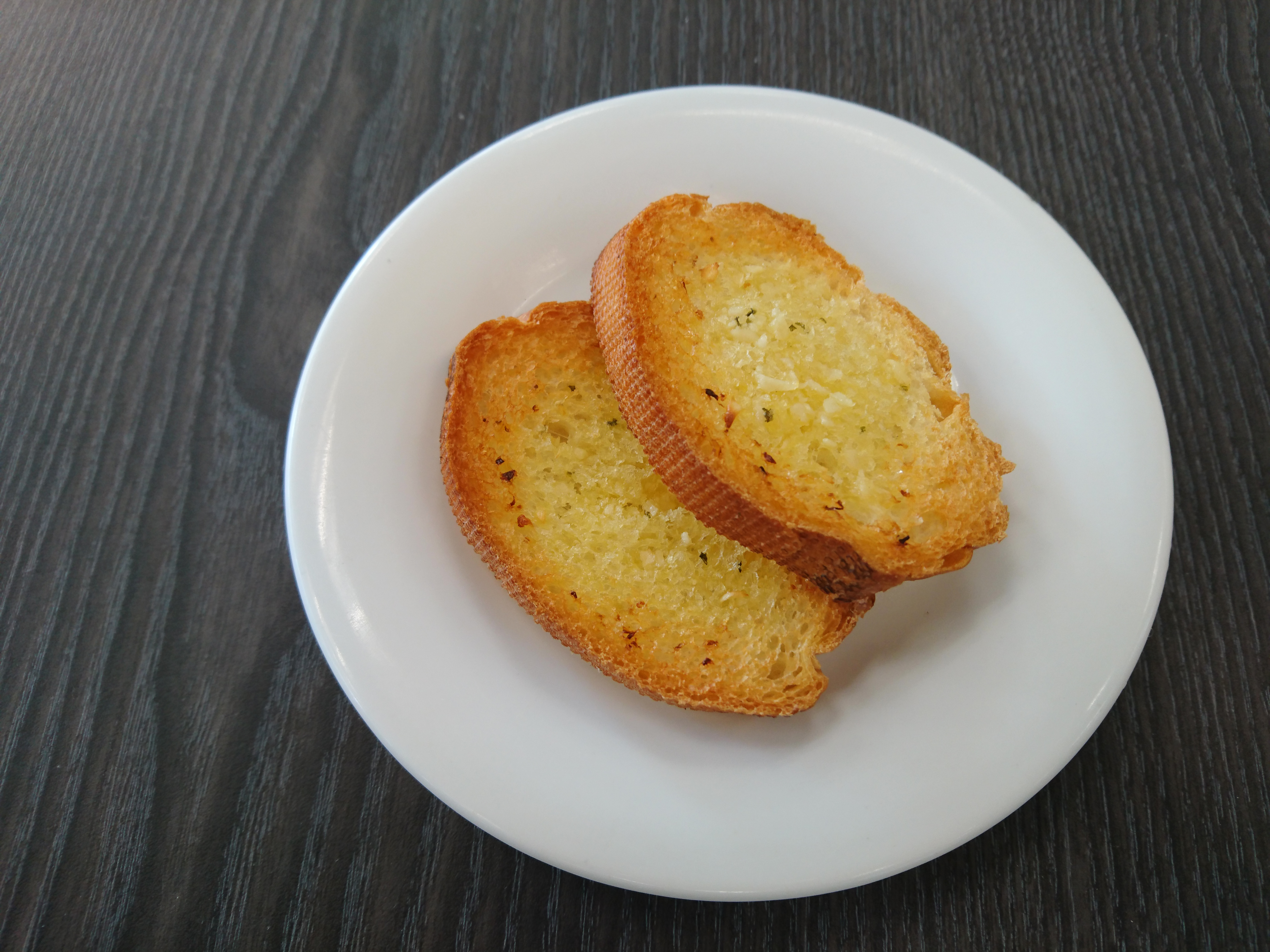
ガーリックトースト
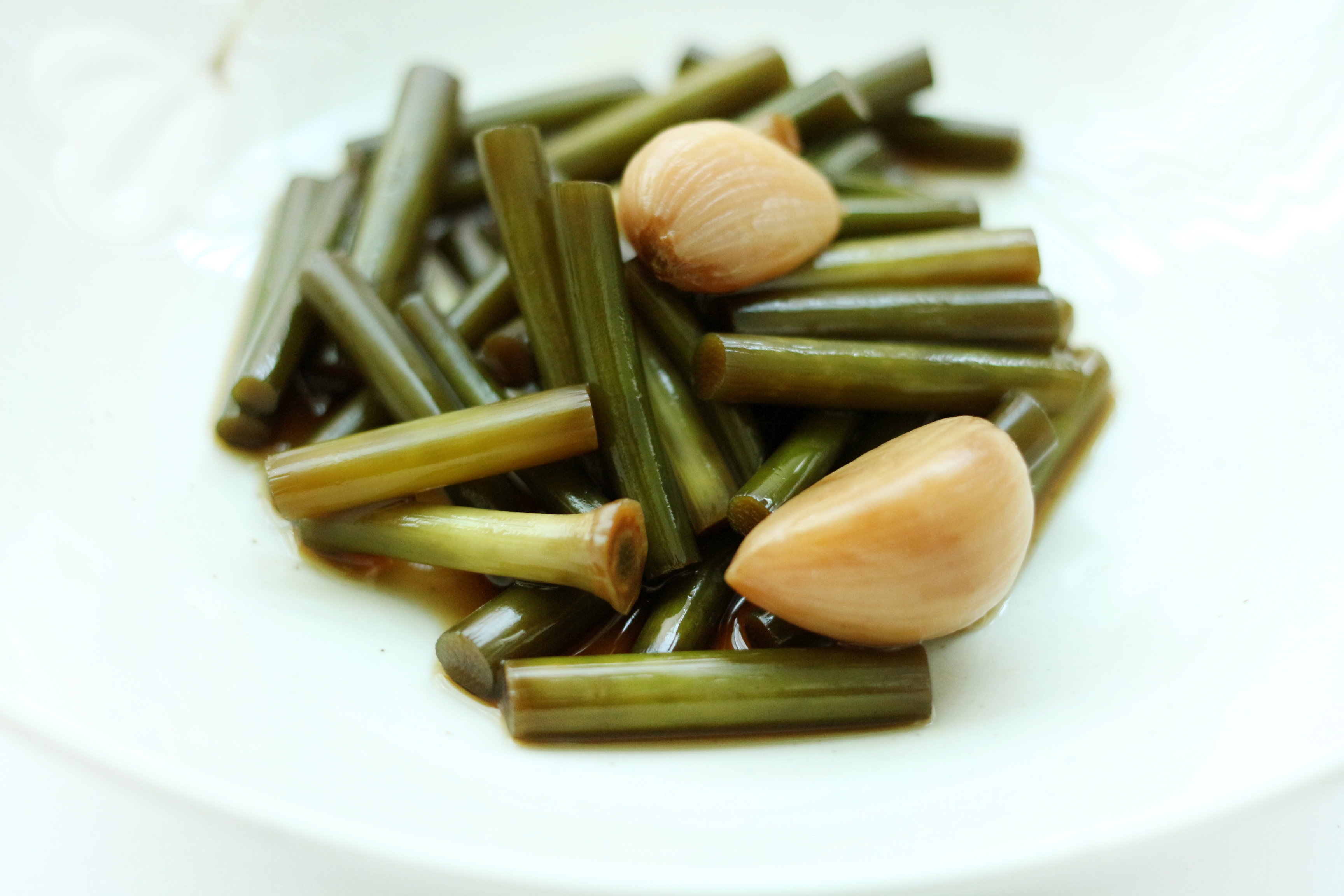
にんにくの酢漬け
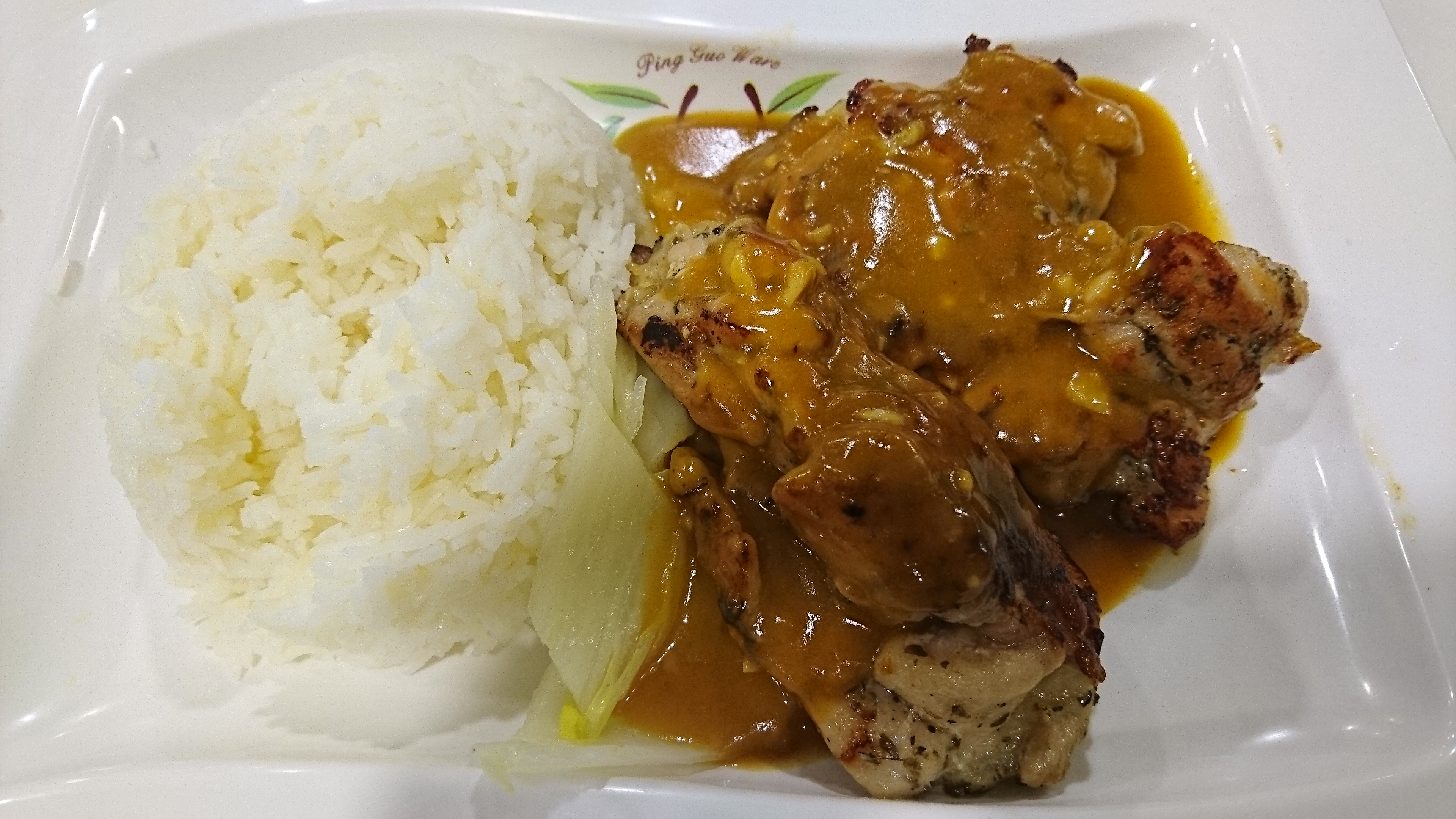
ライスと鶏肉のガーリックソースがけ
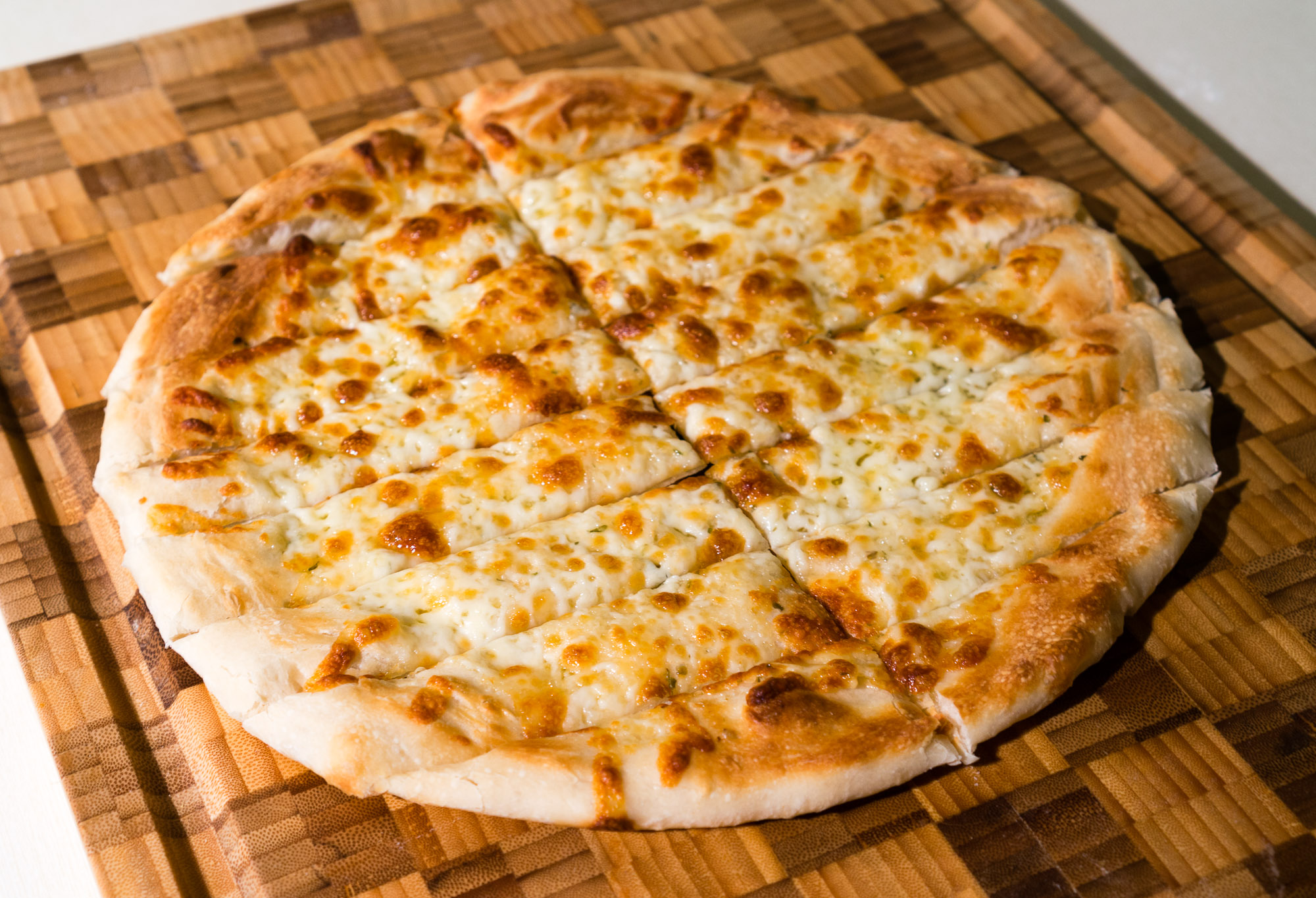
ガーリックフィンガー（カナダのピザ風料理）
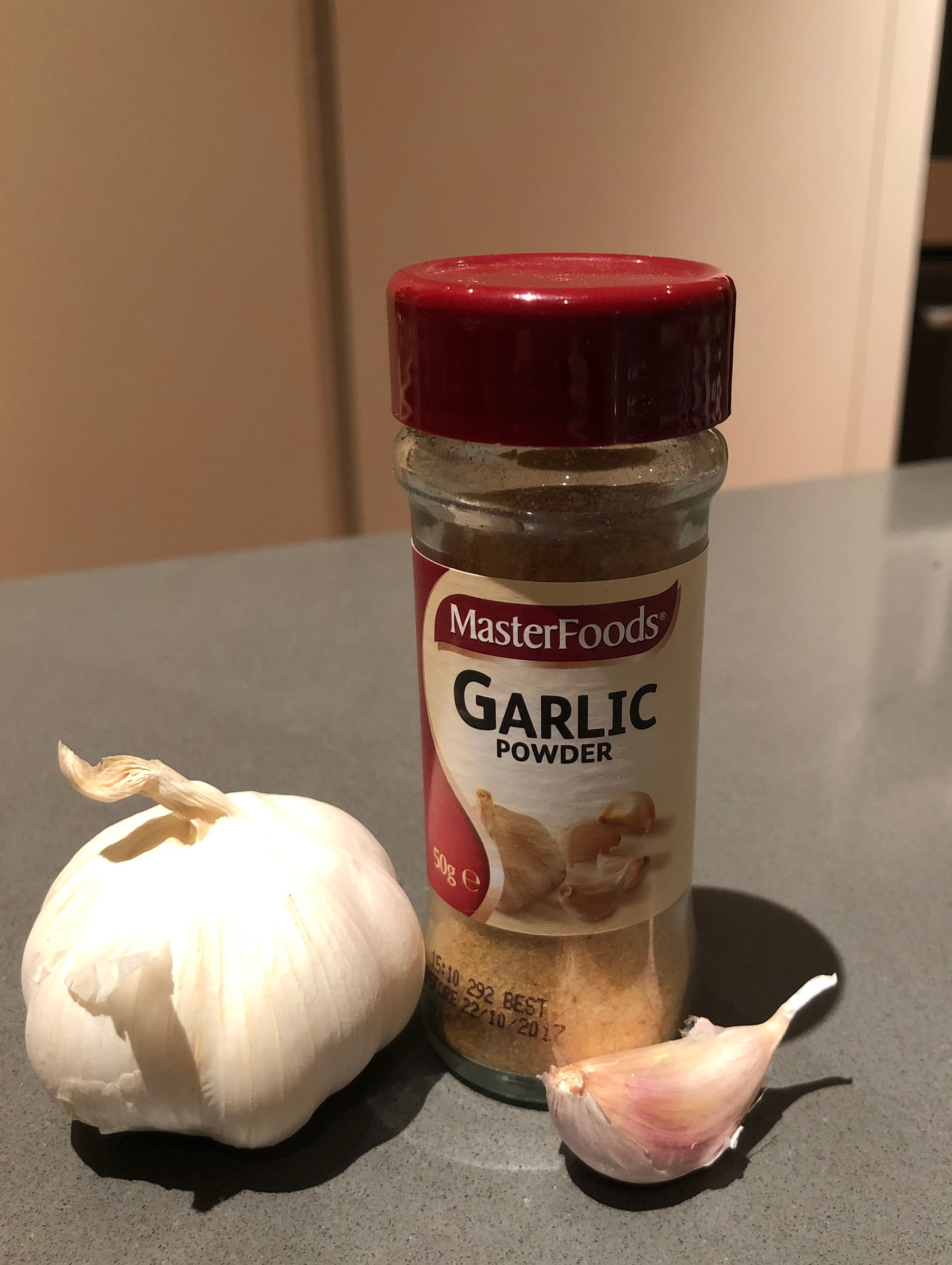
ガーリックパウダー（市販品）
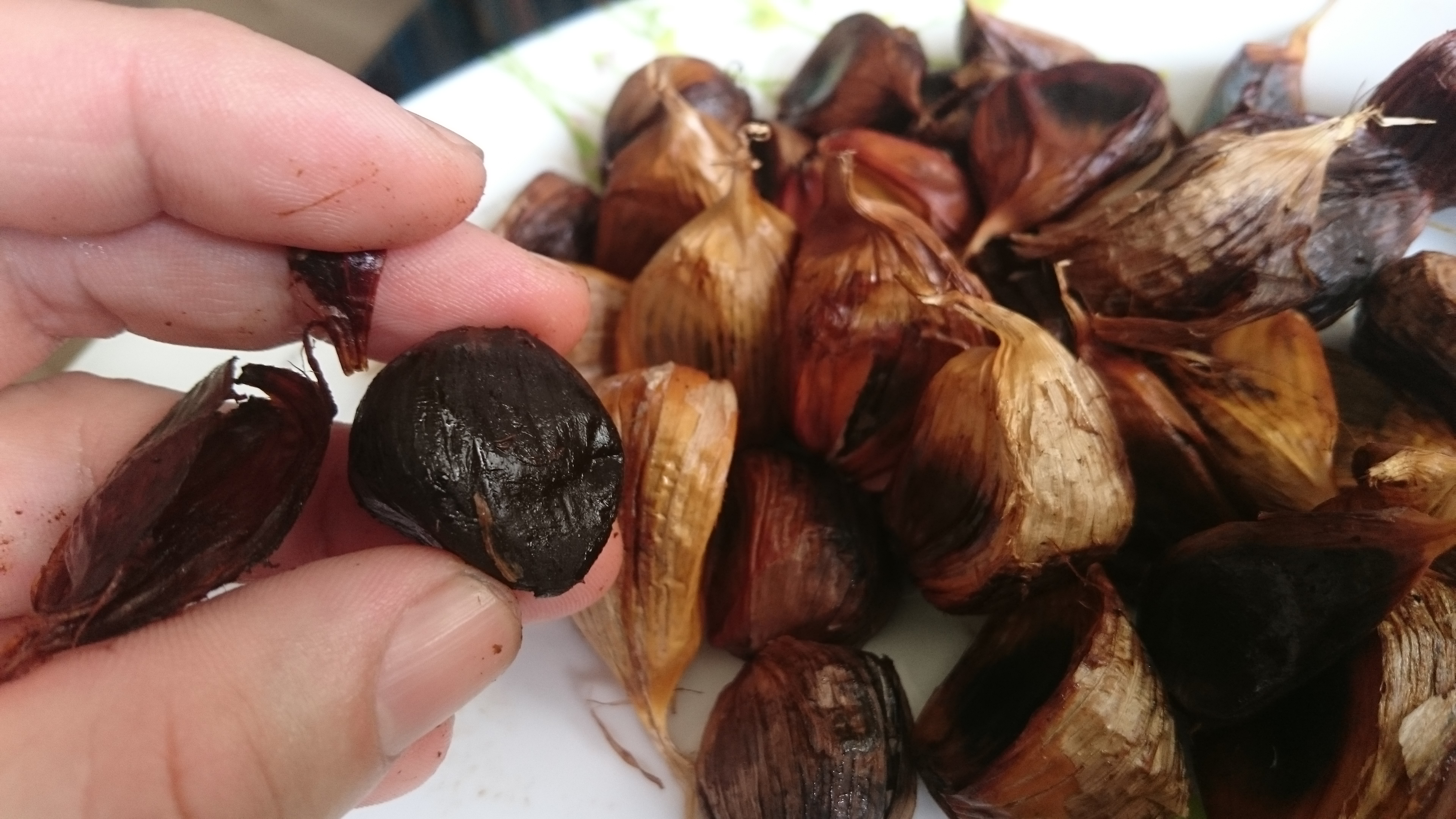
黒ニンニク

### 保存方法
丸のままのニンニク（鱗茎部）は水気に弱いため、ネットなどの網袋などに入れて風通しの良い涼しい場所に吊しておく。この方法で、数か月は保存ができる。このような保存方法がとれない場合は、湿気を避けて、通気性の良い紙袋に入れて冷暗所に保存する。
切ったニンニクの場合、粗くみじん切りなどにして、保存ビンに入れて全体が被るぐらいのオリーブ油を注いでおくと、常温で1か月ほど保存できる。ニンニクが常に油に浸かっていないとカビが発生しやすいため、オリーブ油を継ぎ足してニンニク表面が油に浸かった状態を維持する。

### 球根の緑変

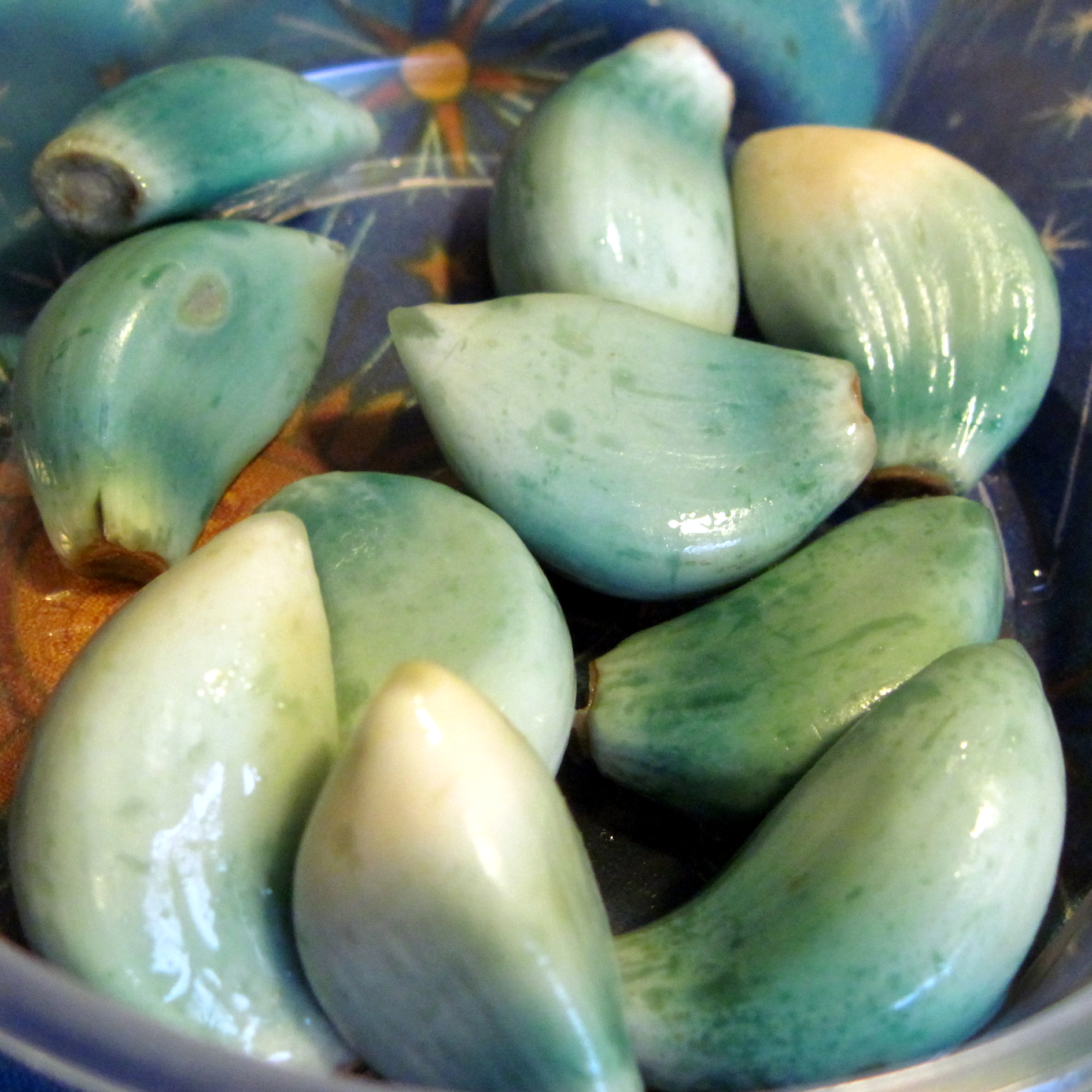
酢漬けで緑に変色したニンニク

ニンニクの球根を摺り下ろしたり酢漬けにしたりすると、乳白色から緑色に変色する場合がある。この変色はニンニクに含まれるアリインと、低温（3℃）貯蔵中に生成されるイソアリインとが反応した場合に起こる。ニンニクは気温が下がると発芽準備に伴いイソアリインを蓄積するため、特に冬から春にかけて収穫されたニンニクは緑変しやすい。逆に25℃以上の環境ではイソアリインがシクロアリインへと代謝されるため、夏季に収穫されたものはこの反応を起こしにくい。緑変したものを食べても人体には影響はない。なお一度緑変したニンニクは、1か月ほど放置すると緑色が目立たなくなる。

## 身体への影響

### 栄養学的要素
可食部100グラム (g) あたりの熱量は134キロカロリー (kcal) ほどである。機能性成分としてアリインを豊富に含み、調理の過程でアリインが変化してアリシンという臭いの強い成分に変化する。また、ビタミンB群やリン、カリウムなどの成分も豊富に含まれており、ビタミンB6の含有量が全食品の中で非常に多い部類に入る。一方でカロテン（ビタミンA）、ビタミンD・Kなどの溶脂性ビタミンはほとんど含まれない。
実験室レベルでは各種の薬理作用等が報告されており栄養ドリンクや健康食品にも使われているが、ヒトでの有効性について信頼できるデータはない。
ニンニク、ビタミンB1、関連製剤について次のような歴史が存在する。1952年（昭和27年）3月8日に京都大学で衛生学を研究する藤原元典は、武田薬品工業研究部と提携して、ニンニクとビタミンB1が反応するとニンニクの成分アリシンがB1（チアミン）に作用して「アリチアミン」ができると報告した。そのアリチアミンは、体内でB1に戻り、さらに腸管からの吸収が極めて良く、血中B1濃度の上昇が顕著で長時間続く、という従来のビタミンB1製剤にはない特性があることを報告した。また、武田薬品工業は、アリチアミンの製剤化に力を入れ（製品開発のきっかけは、大日本帝国陸軍から脚気の治療薬開発を依頼されたこと）、1954年（昭和29年）3月、アリチアミンの誘導体であるプロスルチアミンの内服薬「アリナミン錠」が発売され、従来のビタミンB1剤に見られない優れた効果を示した。
なお、「にんにく注射」や「にんにく点滴」と呼ばれる治療（保険適用外）を行う医療機関があるが、これらには名前に反してニンニクは用いられず、成分は実施者により異なるがビタミンB1を主成分とする注射液である（医療機関によっては先述のアリナミンの注射液剤やその後発品を用いるところもある）。その成分が摂取したときにニンニクから得られるビタミンに類似することから、あるいは含まれる成分のために投与後数分間ほどニンニクの悪臭に似た臭いを患者が感じることから名づけられた。ビタミン製剤を注射することやニンニクを使用しているという誤解を避けるために「ビタミン注射」等の呼称を用いる医療機関もある。

### ニンニクの強壮・強精作用
アリシンはビタミンB1の吸収・保持を高め、加えてニンニクの無臭のスコルジニンには、強力な酸化還元作用がある。民間伝承では体組織を若返らせ、新陳代謝を盛んにし、疲労回復に役立ち、強壮・強精作用を有するとされる。この反面、強壮・強精作用と臭いがインド起源の仏教界で「煩悩をかきたて修行の妨げになる」として「葷酒（くんしゅ）山門に入るを許さず」のように忌み嫌われた。

### 抗癌作用を主張する研究
初期調査では、ニンニクの摂取が、いくつかの癌、特に消化器官系の癌のリスクを減少させる可能性が示唆されている。これらの研究は、様々な種類と量のニンニクで調査されている。ただし、仮にニンニクの摂取が一部の癌の発生を減少させているとしても、それ以外の癌のリスクがどの程度残っているかは分かっていないものの、このようにアメリカ国立癌研究所はホームページのファクトシートで明らかにしている。
アリシンが強力な抗酸化作用を発揮して、癌を予防するといわれている。結腸癌、直腸癌の予防の観点でリスク低下がほぼ確実とされている。
かつて、アメリカ国立癌研究所 (NCI) によるデザイナーフーズ計画で、最も癌予防効果が高い食材であると位置づけられていた。

### ニンニクの殺菌力
ニンニクに含まれるアリシンには、強力な殺菌作用や抗菌作用があり、風邪のウイルスにも効力を発揮するといわれている。
ニンニクの持つ病原性大腸菌（O157などの）に対する殺菌力は、試験管やシャーレを使った実験、動物実験などでの実証が論文発表されている。1%のニンニク粉末水をマウスに経口投与した際に腸管内の生菌数の減少が報告されている。このことは、ニンニクの摂取が消化器系の感染予防に寄与できることを示唆している。

### ニンニク臭と対策
ニンニクは強い悪臭（摂取後の口臭・体臭を含む）の原因となる。
ニンニクのある種の細胞には、アリインという無臭の化合物が含まれる。一方、ニンニクの別の細胞にはアリナーゼ（またはアリイナーゼ）という酵素が含まれる。ニンニクを切るとこれら細胞が壊れ、アリナーゼとアリインは細胞外に出てお互いに接触する。アリナーゼの作用によりアリインはアリシンに変化する。そのアリシンがニンニクの独特な臭いのもとである。臭い成分のアリシンは、ニンニクを切ったり、潰したりして細胞が壊れると多く発生する。アリシンを食用油などの溶媒に溶かすとアホエンが生成される。
エジプト産のニンニクを品種改良をして、臭いが少ないと宣伝されている「無臭ニンニク」も流通しているが、ニンニク臭は口内に残った食べカスからだけではなく、体内に取り込まれて体臭の原因となる。またニンニクとは別種のリーキ （ポロネギ） の球根を「無臭ニンニク」として販売している場合もある。また、デカフェと同様に高圧の二酸化炭素による超臨界流体でニンニクの臭気成分を抽出する方法も使用される。
ニンニクを加工して、有用成分を保持したまま、食べた後の臭いを抑える技術も研究・開発されている。
スープを作る際など、煮ることで匂いは弱くなる。

### 胃腸障害
生のニンニクの強烈な香りと辛味は、刺激が強過ぎて胃壁などを痛める場合がある。
ニンニクの過剰な摂取は胃潰瘍などの胃腸障害を含めた副作用を起こしうることから、一度に食べ過ぎないように注意が促されている。

### アレルギー
調理などでニンニクアレルギーとなるケースがある。

## 注意点
タマネギと同様にイヌやネコなどの動物が食べた場合にはアリルプロピルジスルファイドにより血液中の赤血球が破壊され、血尿、下痢、嘔吐、発熱を引き起こすことがある。

## 文化

### 伝承・逸話
ニンニクにまつわる伝承は世界各地に伝えられている。独特の香気は香辛料としてだけでなく、魔除けとしても用いられてきた。
古代エジプト・古代ギリシア
古代エジプトではピラミッドの建設の際、労働者にタマネギやラディッシュとともにニンニクが与えられた。古代ギリシアでも徴集の際に兵士が持参する食料品の一つとして数えられている。
ドラキュラ　（ヴァンパイヤ）
ヨーロッパの吸血鬼伝説では、ニンニクを嫌うとされている（これに基づいた『吸血鬼ドラキュラ』の創作物の一部では、ニンニクの鱗茎でなく花が使われる）。
日本神話
日本では『古事記』の小碓命（ヤマトタケル）東征の逸話に、足柄山で白鹿に化けた坂の神を蒜（ひる）で打ち殺したと記されている。同じ逸話が『日本書紀』では、信濃坂（現在の神坂峠）で白鹿に化けた山の神を蒜で打ち倒したところ、霧が立ちこめ道を見失ったが、白い犬が出てきて導いた。以前は旅人が信濃坂で神気に当たり病になることがあったが、この後蒜を嚼んで体に塗ると神気に当たらなくなったと記されている。ただし、この蒜はニンニクではなくノビル（野蒜）である可能性が高い。
長野県にある 昼神温泉は、この神話（蒜嚼み→昼神）に基づく名前である。
源氏物語
『源氏物語』にもニンニクが登場する。第2帖「帚木」の巻で藤式部の丞が女性を訪ねた際「極暑の薬草を用いて臭いので会えませんが、ご用は承りましょう」といわれた。そこで「ささがにのふるまひしるき夕暮れにひるますぐせと言うがあやなさ」と詠んだ。女性は「あうことの夜をし隔てぬ仲ならばひるまも何かまばゆらかまし」と返した（「ひる」が昼と蒜の掛け詞になっていて「極暑の薬草」が蒜だと判る）。
徳川家康
元和2年（1616年）1月21日徳川家康は、駿府城内で豪商の茶屋四郎次郎が献上した、上方で当時流行の珍味、ニンニクの摺り下ろしをつけた鯛の天ぷらの食べ過ぎで起きた食中毒が死因となったとの俗説がある。ただし、実際に徳川家康が死去したのは、上方の珍味を食した3ヶ月後の元和2年4月17日であり、因果関係を立証し難く、現在はむしろ胃癌が死因と推測する仮説が最も流布している。
沖縄ムーチー（鬼餅）伝説
1745年の琉球王国の歴史書『球陽』本巻の中で、「附 首里内金城邑の鬼人」とあり、文章内に鬼餅由来の伝説が記載されている。昔、首里金城に兄と妹がいた。兄は鬼と化して家畜や人を食うようになった。そこで妹は鬼と化した兄を招いて崖の上に坐らせ、兄に鉄餅と蒜を与えた。鬼人は鉄餅を食おうとしても食うことができなかった。時に妹は、兄の前に前裾を開いて、箕踞（キキョ）していた。兄が怪しんで問うた。妹は答えた。「私の身には口が二つあります。下の口はよく鬼を喰い、上の口はよく餅を喰うのです。」 と言って、自分の餅と蒜を食べてしまった。これを見た兄は、慌てふためいた。そのため足を踏み外し、崖下に転げ落ちて死んでしまった。

### にんにくの日
日本では鹿児島県の健康食品メーカーが2月29日を「にん(2)に(2)く(9)の日」と制定し、日本記念日協会が認定した。4年に1度だけの記念日で、日本各地でニンニクに関するイベントが催される。

### にんにくイベント
- 生産量が国内2位の香川県では、消費量拡大のための普及イベント[52]を行っている。
- 茨城県つくば市の一ノ矢八坂神社ではニンニク祭りと呼ばれる祇園祭を開催している[53][54]。
- 青森県田子町とアメリカ・カリフォルニア州ギルロイ市、イタリア・ピアチェンツァ県モンティチェッリ・ドンジーナが各々のにんにく祭りの縁から姉妹都市となっている。
- インドのチャッティースガル州では毎年行われる工芸祭りにおいて、にんにくが魔除けとして使われていた伝統にちなみ、にんにくの形を模した工芸品が多数出展される。[55]